# Клаус Майне
Клаус Майне (на немски: Klaus Meine) е германски музикант, композитор и автор на песни, известен главно с това, че е певец на германската рок група „Скорпиънс“ от 1969 г. досега. Той започва кариерата си в средата на 60-те години на 20-и век, като участник в групите „Мъшрумс“ и „Коперникус“, повлиян главно от музикантите на така нареченото британско нашествие. В края на същото десетилетие се присъединява към „Скорпиънс“, където се изявява като основен текстописец, певец, тамбурист и в определени случаи като композитор и китарист, като заедно с Рудолф Шенкер са единствените членове на групата, които участват във всички нейни звукозаписни продукции, независимо дали са студийни или записани на живо.
Повечето от текстовете на песните на „Скорпиънс“ са написани от Клаус Майне, а в 8 от 10 от тях, текстът се отнася за любовта. Той е автор на една от най-популярните песни на групата Wind of Change, която германската телевизия „Цет Де Еф“ избира за песен на века. Заедно с бившия барабанист на групата Херман Раребел, споделя авторството на някои песни, включително и на големи хит Rock You Like a Hurricane. Самостоятелно композира и някои песни като Wind of Change, You and I, But the Best for You, Does Anyone Know, A Moment in a Million Years, Moment of Glory, I Wanted to Cry (But the Tears Wouldn't Come), Back to You, My City My Town, Follow Your Heart, Rock 'n' Roll Band, The World We Used to Know и Who We Are.
Освен като музикант, Клаус Майне в продължение на няколко години участва в няколко организации и институции, фокусирани върху политически и социални въпроси, като „Нордоф Робинс“, Детския фонд на обединените нации и германската фондация „Мюзикхилфт“. Благодарение на участието си в определени фондации, през годините той получава почетни отличия като „посланик“ на фондацията за левкемия на Хосе Карерас (2008) и „патрон“ на фондацията за борба с рака на Долна Саксония (2017). Заедно с останалите музиканти от „Скорпиънс“, Клаус Майне печели редица престижни отличия свързани с постиженията на групата, сред които са три „Световни музикални награди“, две награди „Ехо“ и звезда на „Рок стената“ в Холивуд.
През 2006 г., авторитетното несъщестуващо вече американско музикално списание „Хит Парадър“, определя „Топ 100 вокалисти на хевиметъла за всички времена“ и поставя Клаус Майне на 22-ро място в класацията.

## Биография

### Ранни години и пристигане в „Скорпиънс“
Клаус Майне е роден през 1948 г. в Хановер, в тогавашната британска окупационна зона на окупираната от съюзниците Германия, година преди формирането на Западна Германия. Израства в музикална среда, в която доста често през почивните дни баща му се събира с приятели в къщата му, за да свирят музика с китари, мандолини и акордеони. В интервю за списание „Класик Рок“ той казва, че печели пари като певец още в ранна възраст: „Бях на около 8 или 9 години и на семейните партита ме молеха да се кача на стол и да пея Ave Maria. И печелех пет германски марки за това, което беше много вълнуващо за мен. Тогава имах много сладък теноров глас и беше по-подходящ за такъв тип песни, отколкото за рокендрол.“ По това време е много трудно да се слуша рок музика по германското радио и че благодарение на по-голямата си братовчедка Вера, открива страстта си към този музикален стил и когато се прибира вкъщи, може да слуша записи на Елвис Пресли и Литъл Ричард. В интервюто добавя: „Така че бих направил всичко по силите си да опустоша гласа си, за да звучи по-грубо и повече в стила на всички тези велики певци.“
Ученическите му години преминават в началното училище в Лангенхаген, но музиката и футболът му пречат да бъде добър ученик. През първата половина на 60-те години на миналия век, той създава първата си група – „Мъшрумс“, която е повлияна от групите на Британското нашествие, но скоро напуска, за да отбие военната си служба. В средата на 1968 г., Класу Майне заедно с друг участник от „Мъшрумс“ – Майк Гримке, отправят покана към китариста Майкъл Шенкер, за да формират нова група. След разговори с родителите на Майкъл Шенкер, тъй като той е непълнолетен, те създават „Коперникус“, група, която прави кавъри на песни на „Блек Сабат“, „Лед Зепелин“ и „Дийп Пърпъл“. В новогодишната нощ на 1970 г. Клаус Майне и Майкъл Шенкер напускат „Коперникус“, за да се присъединят към „Скорпиънс“, група, създадена през 1965 г. от Рудолф Шенкер.

### Кариера със „Скорпиънс“
Заедно с Рудолф Шенкер, Клаус Майне е най-възрастният участник в „Скорпиънс“, двамата са единствените членове, които участват във всички продукции на групата, както в студио, така и записани на живо. Освен че се изявява като певец, той е един от основните композитори на групата, още от дебютния ѝ албум Lonesome Crow (1972), където си сътрудничи при създаването на текстовете, а в определени случаи и в музиката на някои от песните. С втория албум на „Скорпиънс“ Fly to the Rainbow (1974), той формира с Рудолф Шенкер една от най-важните творчески двойки в рока, създавайки популярни песни като Speedy's Coming, In Trance, Holiday, The Zoo, No One Like You и Still Loving You. Той пише и композира някои песни изцяло сам, обикновено мощни балади, като Wind of Change, But The Best For You, Does Anyone Know, You and I, A Moment in a Million Years, Moment of Glory, My City My Town, Rock 'n' Roll Band и Follow Your Heart.
Загуба на глас през 1981 г.
През 1981 г. Клаус Майне преминава през труден период, който едва не слага преждевременно край на кариерата му. След световното концертно турне за представянето на седмия студиен албум на „Скорпиънс“ Animal Magnetism (1980) и преди да започнат записите на Blackout (1982), той губи гласа си до степен, която не му позволява дори да говори. За да намери решение на проблема, той отива на лекар, който след като разбира, че е певец, го посъветва да смени професията си. Разочарован от диагнозата, Клаус Майне решава да напусне групата, но Рудолф Шенкер не одобрява идеята и му препоръчва да потърси други възможности. Насърчен от колегите си в групата, той пътува до Кьолн, където се среща с гласов лекар, който лекува някои оперни певци. Там му откриват възли по гласните струни и полипи на гърлото и му е препоръчана операция. След две успешни операции на гласните струни, консултация с известен специалист във Виена и дълго възстановяване, Клаус Майне успява да си върне гласа. По същото време, американската глем метъл група „Докен“ записва първия си албум Breaking the Chains в студиото на продуцента на „Скорпиънс“ Дитер Диркс и по негова идея, останалата част от групата започва да записва Blackout с помощта на певеца им Дон Докен. След завръщането на Клаус Майне, записи, направени с певеца на „Докен“, са използвани като задни вокали в някои от песните.
В интервю през 2012 г. за уебсайта „Нойз Крийп“, Клаус Майне приписва проблема с гласа си на по-ранните репетиции с групата: „Когато Михаел (Шенкер) беше в групата, гласът ми звучеше много хубаво и чисто. Но свирехме рок кавъри и исках гласът ми да звучи по-мръсно. Така че започнах да счупвам гласа си, като крещях в продължение на няколко часа в онези дни.“ Той отбеляза, че през 80-те години, свирят по 5 – 6 часа на вечер само с кратки паузи и че това, заедно с турнетата и часовете в звукозаписните студия, се отразяват на здравето му. Относно участието на Дон Докен и дали гласът му е част от записите на Blackout, той казва: „Нашият добър приятел Дон дойде в Германия и работи с останалите членове от „Скорпиънс“ в студиото. Записва някои от песните с тях. [...] Знаете ли, мисля, че една или две песни все още имат Дон някъде като фонови вокали, но наистина не знам.“

### В сътрудничество с други музиканти
Сътридничествата на Клаус Майне без „Скорпиънс“ включват песните Bridge to Heaven с Улрих Джон Рот за Sky of Avalon – Prologue to the Symphonic Legends (1995), съкомпозитор на Panggung Khayalan и Mengundur Waktu с малайзийската рок група „Сърч“ за Rock'n'Roll Pie (1996), Wind of Change с тенора Хосе Карерас за Around the World (2001), Bis wohin reicht mein Leben с „Шуйнхерц унд Флиър“ за Rilke Projekt: "In menem wilden Herzen" (2002), Send Me an Angel, Bigger than Life, Keep the World Safe и Jerusalem of Gold с израелската певица Лиел Колет и Dying for an Angel от албума The Wicked Symphony на „Авантейжа“.
През 2014 г. заедно с останалите членове на групата, участва в записването на кавър песента The Temple of the King на „Рейнбоу“, която е включена в албума в памет на Рони Джеймс Дио – Ronnie James Dio – This Is Your Life.

## Личен живот
Родителите на Клаус Майне са Уго и Ерна Майне. В документалния филм на групата от 2015 г. Forever and a Day, той казва, че след като е казал на родителите си, че започва певческа кариера, майка му го е подкрепя, докато баща му смята музиката по-скоро за хоби, отколкото сериозна работа. Въпреки че израства с германската популярна музика, той признава, че никога не е имал афинитет към нея; в интервю през 2005 г. той посочва: „Ние сме германци, да, но не и в нашата музика“. От друга страна, той харесва колите, тениса и футбола и публично призна, че любимият му отбор е „Хановер ШФ 96“. Клаус Майне среща Габи Майне на концерт през 1972 г., с която пет години по-късно сключва брак, двамата все още са женени. През 1985 г. стават родители на момче на име Кристиан.
Освен музиката, той посвещава част от времето си на политиката. От няколко години участва в някои институции и групи, фокусирани върху политико-социални каузи, като неправителствената организация „Нордоф Робинс“, Детския фонд на обединените нации и германската фондация „Мюзикхилфт“. През годините получава и някои почетни отличия за работата си в тази област, той е обявен за „посланик“ от Фондация за левкемия на Хосе Карерас (2009 г.), „посланик“ и музикален директор от „Фондация Маджид Самий Невробионикс“ (2012 г.) и покровител от Фондация за борба с рака в Долна Саксония (2017 г.). През 2003 г. той подкрепя покойния германски президент Йоханес Рау в ангажимента му да дава повече часове музикални часове в германските училища и организира конференция в Берлин с него по темата за музикалното образование за деца. По-късно, през 2017 г., по случай 500-та годишнина от протестантската реформация, той проектира кутия за преработената версия на Библията на Лутер.
От друга страна, заедно с Рудолф Шенкер и Матиас Ябс, той получава различни награди и отличия като част от група, сред които Наградата на Долна Саксония, Наградата за култура на Хановер и Европейска награда за култура. През 2018 г. той става единственият, който получава пръстена на Лайбниц-Хановер за изключителни постижения в музикалното изкуство. На тази последна церемония той също е вписан за трети път в „Златната книга“ на град Хановер, като преди това през 1985 г. и 2000 г. като част от „Скорпиънс“ е вписван два пъти. От 2006 г., заедно с Рудолф Шенкер, той притежава Wind of Change като регистрирана търговска марка в своята страна.

## Дискография
| Заедно със „Скорпиънс“ Основна статия : Дискография на „Скорпиънс“ | - 1995: Улрих Джон Рот – Sky of Avalon – Prologue to the Symphonic Legends - 1996: „Сърч“ – Rock'n'Roll Pie - 2001: Хосе Карерас – Around the World - 2002: „Шуйнхерц унд Флиър“ – Rilke Projekt: "In menem wilden Herzen" - 2005: Лиел Колет – Simple Me - 2006: Лиел Колет – Unison - 2010: „Авантейжа“ – The Wicked Symphony |

## Цитати
1. ↑  Our guest on 14.06.2009 Klaus Meine, Singer and Songwriter //   dw.com. Посетен на 2022-11-15. (на английски)
2. 1 2  Ankeny, Jaso. Klaus Meine Biography //   allmusic.com. Посетен на 2022-11-15. (на английски)
3. 1 2  1965 //   the-scorpions.com. Посетен на 2022-11-15. (на английски)
4. ↑  Schenker 2010, с. 62.
5. ↑  Weber, Barry. Scorpions Rock You Like a Hurricane Song Review by Barry Weber //   allmusic.com. Посетен на 2022-11-15. (на английски)
6. ↑  Syrj, Marko. Interview with Klaus Meine //  Heart of Steel: Interviews.   metal-rules.com. Посетен на 2022-11-15. (на английски)
7. 1 2  Nordoff, Paul; Robbins, Clive (2004). Therapy in Music for Handicapped Children. Barcelona Publishers. ISBN 978-1891278198
8. 1 2 3 4  Klaus Meine //  BAND.   the-scorpions.com. Посетен на 2022-11-15. (на английски)
9. ↑  Skid. SCORPIONS Presented With 'World Music Award' //  News.   blabbermouth.net, 2010-05-24. Посетен на 2022-11-15. (на английски)
10. ↑  Awards by Scorpions //  Scorpions.   awardsandwinners.com. Посетен на 2022-11-15. (на английски)
11. ↑  THE SCORPIONS DISCUSS INDUCTION INTO THE HOLLYWOOD ROCK WALK //  ArtisanNewsService.   youtube.com, 2010-04-08. Посетен на 2022-11-15. (на английски)
12. ↑  Hit Parader //   afka.net.  Архивиран от оригинала на 2015-07-03. Посетен на 2022-11-15. (на английски)
13. ↑  ROB HALFORD, ROBERT PLANT, BON SCOTT, OZZY Are Among 'Heavy Metal's All-Time Top 100 Vocalists' //   blabbermouth.net, 2006-12-01. Посетен на 2022-11-15. (на английски)
14. 1 2  Dean, Mark. Exclusive Interview with Legendary Frontman Klaus Meine (Scorpions) //   myglobalmind.com, 2015-02-14. Посетен на 2022-11-16. (на английски)
15. ↑  Dome, Malcolm. The 11 songs that changed Klaus Meine's life //  Classic Rock.   loudersound.com, 2022-05-25. Посетен на 2022-11-16. (на английски)
16. ↑  Anaxides, Carlos. EL ATAQUE DEL HACHA LOCO //   perso.wanadoo.es.  Архивиран от оригинала на 2016-03-04. Посетен на 2022-11-22. (на испански)
17. ↑  Schenker 2010, с. 142.
18. ↑  Попов, Александър. Никаква пенсия за Scorpions, още хапят! //  Свободно време.   dnes.bg, 2013-12-17. Посетен на 2022-11-24.
19. ↑  Weber, Barry. Lonesome Crow Review by Barry Weber //  Scorpions.   allmusic.com. Посетен на 2022-11-23. (на английски)
20. ↑  Rivadavia, Eduardo. Fly to the Rainbow Review by Eduardo Rivadavia //  Scorpions.   allmusic.com. Посетен на 2022-11-23. (на английски)
21. ↑  In Trance //  DISCOGRAPHY - SINGLES.   the-scorpions.com. Посетен на 2022-11-23. Written-By – K. Meine*, R.Schenker* (на английски)
22. ↑  Holiday Scorpions //  Scorpions.   allmusic.com. Посетен на 2022-11-23. (на английски)
23. ↑  The Zoo Scorpions //  Scorpions.   allmusic.com. Посетен на 2022-11-23. (на английски)
24. ↑  DeGagne, Mike. Song Review by Mike DeGagne //  Scorpions.   allmusic.com. Посетен на 2022-11-23. (на английски)
25. ↑  Still Loving You By Scorpions - Digital Sheet Music //  sheetmusic.   musicnotes.com. Посетен на 2022-11-23. (на английски)
26. ↑  Wind of Change Scorpions //  Scorpions.   allmusic.com. Посетен на 2022-11-23. (на английски)
27. 1 2 3  Weber, Barry. Pure Instinct Review by Barry Weber //  Scorpions.   allmusic.com. Посетен на 2022-11-23. (на английски)
28. ↑  Huey, Steve. Eye II Eye Review by Steve Huey //  Scorpions.   allmusic.com. Посетен на 2022-11-23. (на английски)
29. ↑  Huey, Steve. Moment of Glory Review by Steve Huey //  Scorpions.   allmusic.com. Посетен на 2022-11-23. (на английски)
30. ↑  Monger, James Christopher. Unbreakable Review by James Christopher Monger //  Scorpions.   allmusic.com. Посетен на 2022-11-23. (на английски)
31. ↑  Heaney, Gregory. MTV Unplugged in Athens Review by Gregory Heaney //  Scorpions.   allmusic.com. Посетен на 2022-11-23. (на английски)
32. ↑  Schenker 2010, с. 34 – 36.
33. ↑  Chapman 2010, с. 182.
34. ↑  Schenker 2010, с. 37.
35. ↑  Schenker 2010, с. 36.
36. ↑  Schenker 2010, с. 37 – 39.
37. ↑  Schenker 2010, с. 38.
38. ↑  Pavez, Cristián. SCORPIONS Blackout 1982. Mercury //   rockaxis.com.  Архивиран от оригинала на 2014-07-01. Посетен на 2022-11-23. (на испански)
39. ↑  Ramirez, Carlos. Scorpions Frontman on Losing His Voice: ‘I Thought My Career Was Over’ //   noisecreep.com, 2012-01-27. Посетен на 2022-11-23. (на английски)
40. ↑  Prologue To The Symphonic Legends BY Roth, Uli Jon //   lasercd.com. Посетен на 2022-11-23. (на английски)[неработеща препратка]
41. ↑  Search (9) – Rock'n'Roll Pie //   discogs.com. Посетен на 2022-11-24. (на английски)
42. ↑  Johnson, Zac. Around the World Review by Zac Johnson //  José Carreras.   allmusic.com. Посетен на 2022-11-23. (на английски)
43. ↑  Rilke Projekt - In Meinem Wilden Herzen //   discogs.com. Посетен на 2022-11-23. (на английски)
44. ↑  Liel & The Scorpions* – Send Me An Angel //   discogs.com. Посетен на 2022-11-23. (на английски)
45. ↑  Liel Feat. Klaus Meine – Bigger Than Life //   discogs.com. Посетен на 2022-11-23. (на английски)
46. ↑  Liel feat Klaus Meine //   last.fm. Посетен на 2022-11-23. (на английски)
47. ↑  Tobias Sammet's Avantasia – The Wicked Symphony //  Tobias Sammet's Avantasia.   discogs.com. Посетен на 2022-11-23. (на английски)
48. ↑  Monger, James Christopher. A Tribute to Ronnie James Dio: This Is Your Life Review by James Christopher Monger //   allmusic.com. Посетен на 2022-11-24. (на английски)
49. ↑  SCORPIONS Recording Cover Of RAINBOW's 'Temple Of The King' For RONNIE JAMES DIO Tribute Album //  news.   blabbermouth.net. Посетен на 2022-11-24. (на английски)
50. ↑  Interview with KLAUS MEINE (SCORPIONS) //   dmme.net, 2005-06.  Архивиран от оригинала на 2013-12-02. Посетен на 2022-11-24. (на английски)
51. ↑  Гигова, Магдалена. Клаус Майне от "Скорпиънс": Горбачов ни е фен. И ние негови //  Култура.   epicenter.bg, 2016-02-01. Посетен на 2022-11-24. (на български)
52. ↑  Куманова, Рослава. 30 години сме на сцената не като суперзвезди, а като приятели //   eva.bg, 2005-10-14. Посетен на 2022-11-24. (на български)
53. ↑  Jose Carreras Announces New Ambassadors For His Leukaemia Foundation //   gettyimages.ae. Посетен на 2022-11-24. (на английски)
54. ↑  Kaune, Juliane. Große Gala zu Samiis 80. Geburtstag //   haz.de, 2017-06-22.  Архивиран от оригинала на 2022-02-21. Посетен на 2022-11-24. (на немски)
55. ↑  Klaus Meine wird Schirmherr der Niedersächsischen Krebsstiftung Sänger der Scorpions engagiert sich im Kampf gegen Krebserkrankungen //   nds-krebsstiftung.de. Посетен на 2022-11-24. (на немски)
56. ↑  Deutscher Musikrat lädt nach Berlin: Fachkongress "Musik bewegt !?" mit Bundespräsident Rau, Liz Mohn, der First Lady der Bertelsmann AG, und Scorpion Klaus Meine //  News.   miz.org, 2003-09-03. Посетен на 2022-11-24. (на немски)
57. ↑  Lutherbibel revidiert 2017 - Edition von Klaus Meine //   die-bibel.de.  Архивиран от оригинала на 2019-04-10. Посетен на 2022-11-24. (на немски)
58. ↑  Staatspreis für Chorleiterin und Scorpions //  Aus der Stadt.   haz.de, 2014-12-11.  Архивиран от оригинала на 2022-02-22. Посетен на 2022-11-24. (на немски)
59. ↑  Neuer Ruhm für die Botschafter Hannovers. In: Hannoversche Allgemeine Zeitung vom 2. März 2000.
60. ↑  SCORPIONS Honored With European Culture Prize //  News.   blabbermouth.net, 2021-08-30. Посетен на 2022-11-24. (на английски)
61. ↑  Leibniz Ring Hannover //   facebook.com. Посетен на 2022-11-24. (на английски)
62. ↑  Cvjetkovic, Mirjana. Goldenes Buch und Leibniz-Ring für Klaus Meine //  Mensch-Hannover Auszeichnung.   neuepresse.de, 2018-12-05.  Архивиран от оригинала на 2018-12-24. Посетен на 2022-11-24. (на немски)
63. ↑  Kaune, Stefanie. Schluss nach 45 Jahren: Die Scorpions werden sich auflösen //  Rockband.   haz.de, 2010-01-24.  Архивиран от оригинала на 2021-05-18. Посетен на 2022-11-24. (на немски)
64. ↑  Wind Of Change //  Trademarks.   trademark.markify.com.  Архивиран от оригинала. Посетен на 2022-11-24. (на английски)